# Quedius infuscatus
Quedius infuscatus är en skalbaggsart som beskrevs av Wilhelm Ferdinand Erichson 1840. Quedius infuscatus ingår i släktet Quedius, och familjen kortvingar. Arten har ej påträffats i Sverige.